# Cyphorhinus thoracicus
Carriça-de-peito-castanho ou uirapuru-ferruginoso (Cyphorhinus thoracicus) é uma espécie de ave da família Troglodytidae.
Pode ser encontrada nos seguintes países: Bolívia, Colômbia, Equador e Peru.
Os seus habitats naturais são: regiões subtropicais ou tropicais húmidas de alta altitude.